# Kiliasm

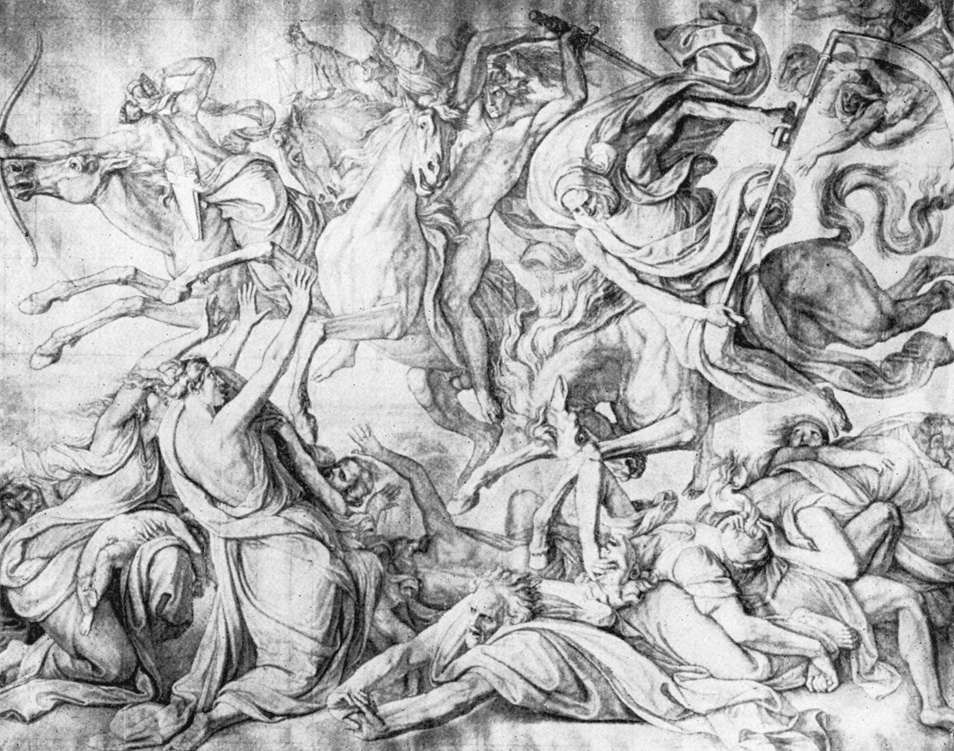
De apokalyptiska ryttarna, av Peter von Cornelius.

Kiliasm (chiliasm, av grekiska χίλιοι, chilioi, "tusen") eller millennarism, läran om det tusenåriga riket, är en religiös, social eller politisk övertygelse om en kommande genomgripande omvandling av samhället, efter vilken allt kommer att vara förändrat.

## Yttringar
All kiliasms gemensamma grundtanke är föreställningen om ett förberedande fulländningstillstånd, som inträder på jorden genom ett resolut ingripande av en upphöjd kristuslik figur. Olika uppfattningar förekommer med avseende på detta jordisk-himmelska rikes epok och varaktighet liksom graden av fulländning i förhållande till det definitiva himmelska riket. Kiliasmen uppträder än i mildare former, i betydelsen av en sista seger- och blomstringstid för en församling, än med mer utpräglat övernaturliga drag, huvudsakligen med stöd av profetior i Daniels bok och Uppenbarelseboken 20, kommer ett sådant himmelrike på jorden att vara i tusen år (ett millennium).

## Historik
I kiliasmens historia kan man urskilja tre perioder. Under de första århundradena efter vår tideräknings kronologi utgjorde den en central doktrin i kristen eskatologi i form av förväntningar på en "andra ankomst" och upprättandet av Guds rike på jorden. Så småningom drev stora omvälvningar i stämnings- och tankelivet bort den från det kyrkligt legitimerade till det heretiska området. Av reformationens ledande män avvisades kiliasmen 1530 som vidskepelse, men vann istället så mycket större betydelse för de så kallade svärmarriktningarna. Slutligen har den sedan mitten av 1700-talet, främst genom pietismens förmedling, upplevt en renässans och i olika former vunnit betydelse för vida kretsar. I dag omfattas den av de flesta väckelsekristna rörelser.
Kiliast kallas en anhängare av kiliasmen.

## Andra besläktade rörelser
Det finns många exempel på rörelser med anknytning till tusenårsriket. Alla är olika och inte nödvändigtvis inställda på ett strikt millenniemönster:
- Davidianerna
- Femte monarkins män
- Heaven's Gate
- Indianernas Andedans
- Jehovas vittnen
- Judendom
- Herrens motståndsarmé
- Nostradamus
- Plymouthbröderna
- Rastafarirörelsen
- Shakers
- Taipingupproret
- The Turner Diaries
- Gula turbanerna
- 2012-fenomen
- Transhumanism